# 笑一笑 〜シャオイーシャオ!〜
「笑一笑 〜シャオイーシャオ!〜」（シャオイーシャオ） は、2018年4月11日に発売された、ももいろクローバーZの18枚目のシングル。

## 収録曲解説

### 笑一笑 〜シャオイーシャオ!〜
作詞：只野菜摘 / 作曲・編曲：invisible manners
歌詞・動画 - 歌ネット
映画『クレヨンしんちゃん 爆盛!カンフーボーイズ〜拉麺大乱〜』主題歌（エンディングテーマ）。「笑一笑」（シャオイーシャオ）は「笑おう！」「笑って！」という意味の中国語表現。“笑顔の大切さ”を歌っている。2021年にテレビ朝日が実施した、『クレヨンしんちゃん』のファンへのアンケート結果では、同アニメの歴代主題歌ランキングで第2位となった。

### チントンシャン!
作詞・作曲・編曲：invisible manners
歌詞 - 歌ネット

### パカッポでGO!
作詞：山下素公・浅川真次・木村貴志 / 作曲：木村貴志 / 編曲：CHI-MEY
歌詞 - 歌ネット
1995年に発売された野原しんのすけ（声：矢島晶子）の曲のカバー。

## 参加ミュージシャン
笑一笑 〜シャオイーシャオ!〜
- ストリングス＆ブラス・アレンジメント：Rayons
- プログラミング：invisible manners
- ギター：伏見蛍
- ピアノ：平山大介（invisible manners）
- ファースト・ヴァイオリン：真部裕
- セカンド・ヴァイオリン：藤堂昌彦
- ヴィオラ：生野正樹
- チェロ：西方正輝
- トランペット：小澤篤士
- トロンボーン：高井天音
- アルト・サックス：竹上良成
- テナー・サックス：大郷良知

チントンシャン!
- プログラミング：invisible manners
- ベース：武藤直哉
- ギター：伏見蛍

パカッポでGO!
- プログラミング：CHI-MEY

## トラックリスト

### ももクロ盤（CD+Blu-ray）
1. 笑一笑 〜シャオイーシャオ!〜 [4:42]
2. チントンシャン! [4:29]
3. 笑一笑 〜シャオイーシャオ!〜（off vocal ver.）
4. チントンシャン!（off vocal ver.）

Blu-ray
- 笑一笑 〜シャオイーシャオ!〜（Music Video）
- 笑一笑 〜シャオイーシャオ!〜（Music Video メイキング映像）

### しんちゃん盤（CD）
1. 笑一笑 〜シャオイーシャオ!〜!
2. チントンシャン!
3. パカッポでGO! [4:30]
4. 笑一笑 〜シャオイーシャオ!〜!（off vocal ver.）
5. チントンシャン!（off vocal ver.）
6. パカッポでGO!（off vocal ver.）